# Aleksej Bogoljoebov

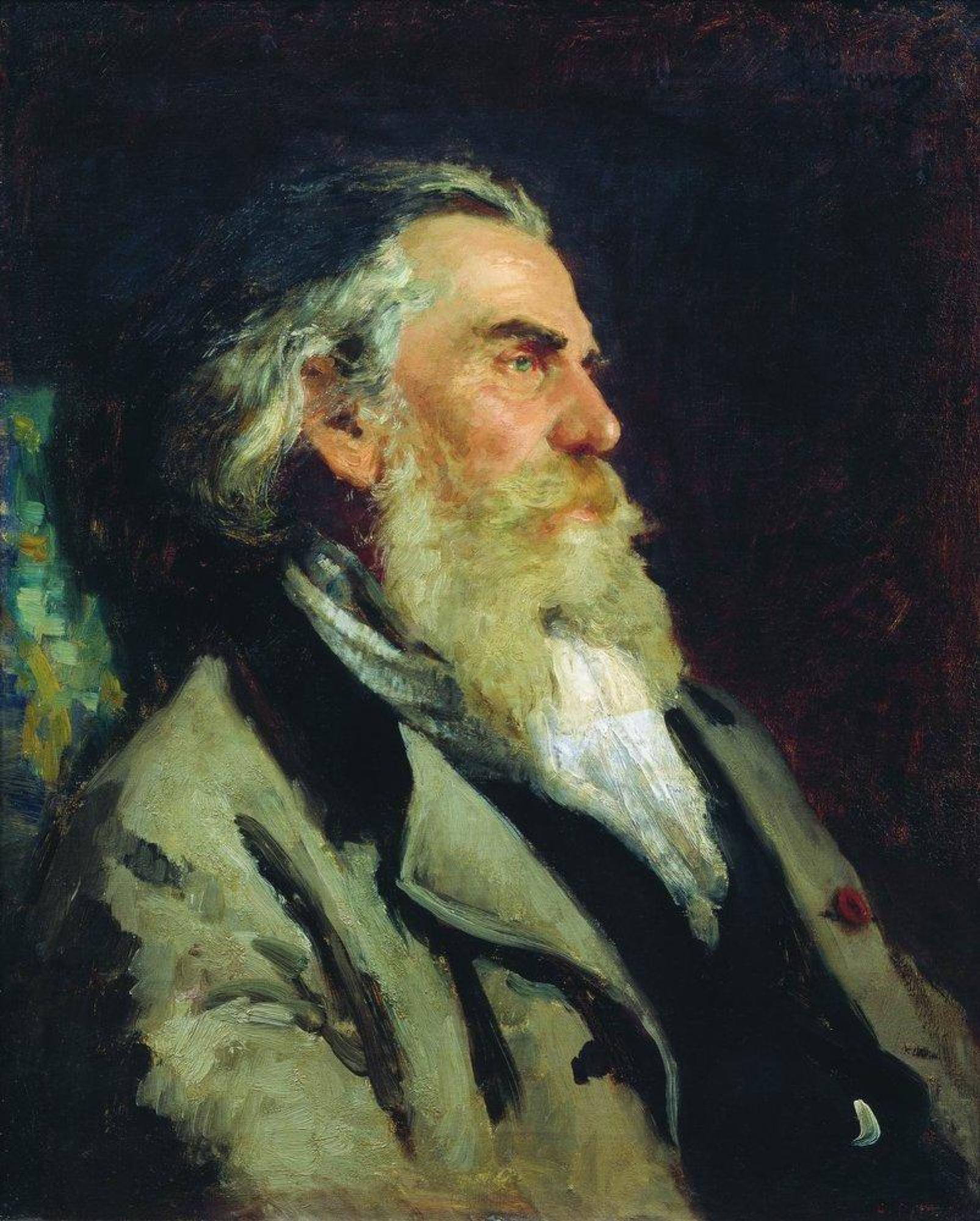
Bogoljoebov, door Repin

Aleksej Petrovitsj Bogoljoebov (Russisch: Алексей Петрович Боголюбов; nabij Veliki Novgorod, 16 maart 1824 – Parijs, 7 november 1896) was een Russisch schilder van vooral landschappen en zeegezichten. Zijn werk wordt gerekend tot het realisme en de romantiek.

## Leven
Bogoljoebov was een kleinzoon van de bekende Russische filosoof en schrijver Aleksandr Radistjev. Hij kreeg een militaire opleiding en diende aanvankelijk een tijd lang in de marine. In 1849 begon hij echter een studie aan de kunsthogeschool van Sint-Petersburg, waar hij een leerling werd van Maksim Vorovief en onder invloed kwam van Ivan Aivazovski. Vanaf 1853 wijdde hij zich volledig aan de schilderkunst.
In 1854 reisde hij naar Europa en kwam in contact met vooraanstaande kunstschilders als Aleksandr Ivanov en nam lessen bij Andreas Achenbach. In Parijs raakte hij onder de indruk van de School van Barbizon en werd bevriend met Camille Corot en Charles-François Daubigny.
In 1860 keerde Bogoljoebov weer terug naar Rusland en bereisde de Wolga-regio. In 1870 sloot hij zich aan bij de kunstgroepering De Zwervers. In 1871 werd hij leraar aan de Russische kunstacademie. In 1873 trok hij echter weer naar Parijs, waar hij in 1896 overleed.

## Werk (galerij)

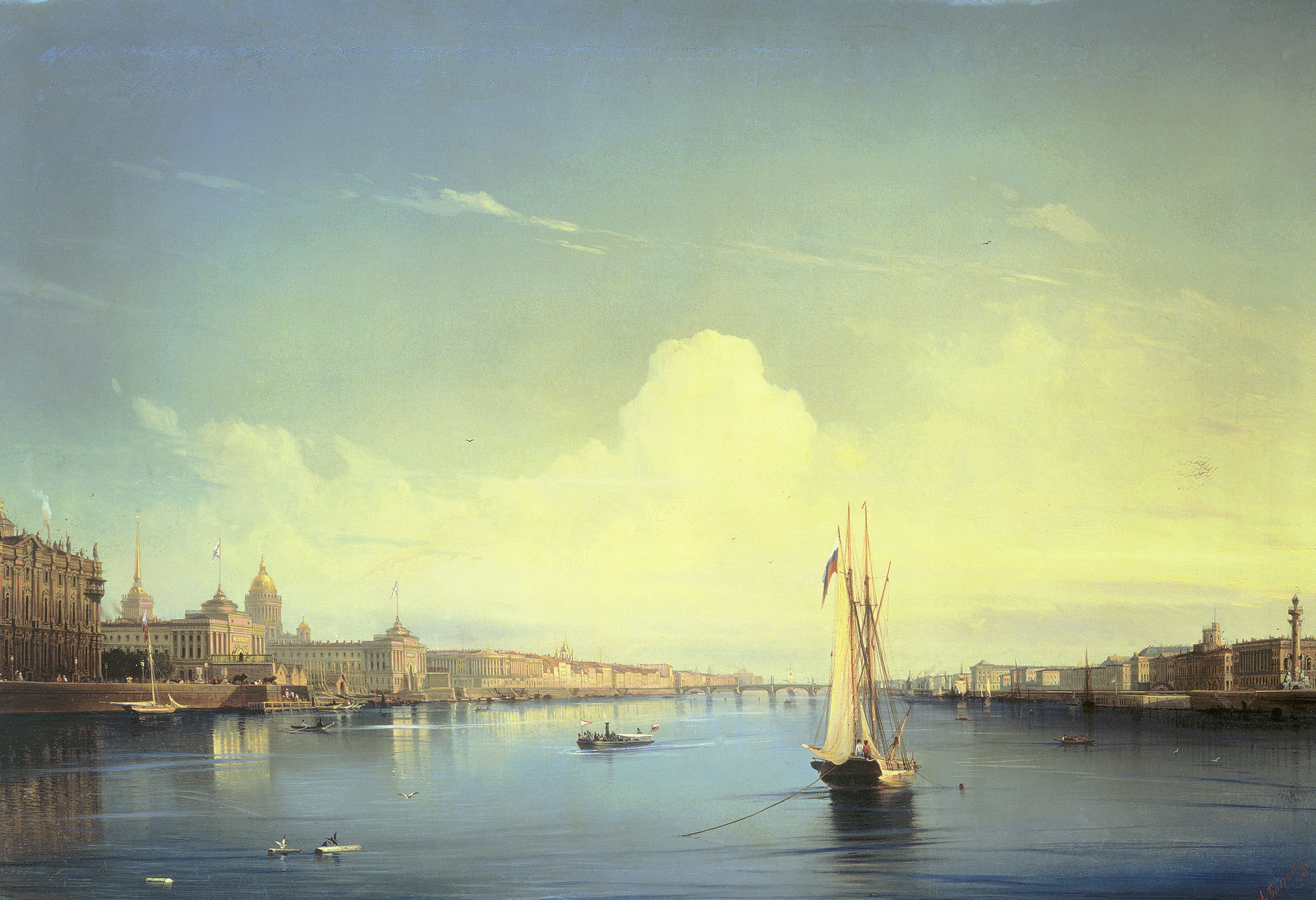
Sint Petersburg bij zonsondergang, ca. 1850
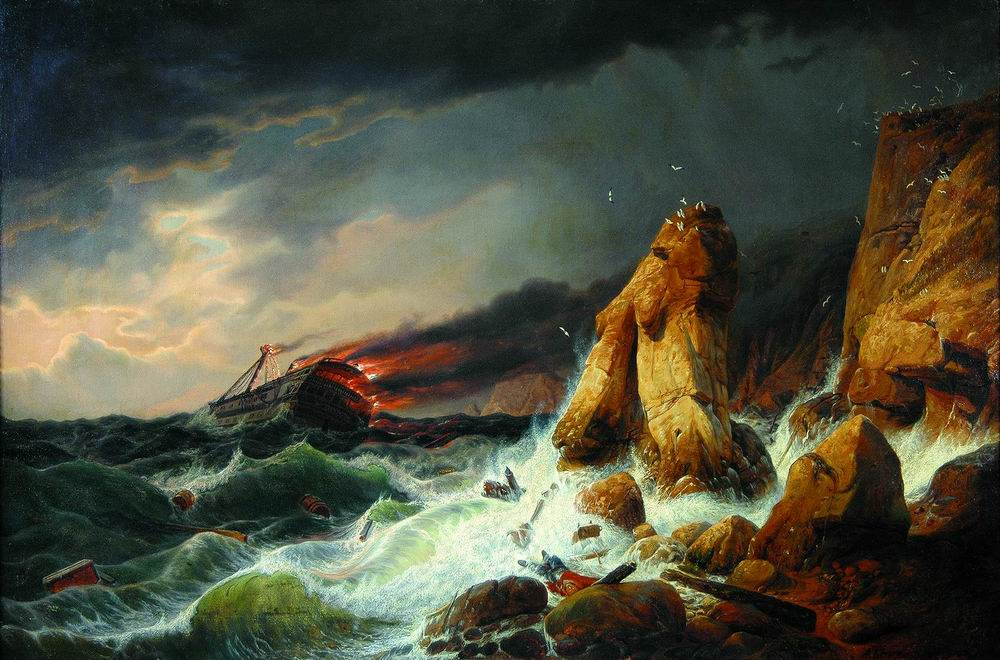
Schipbreuk, 1850
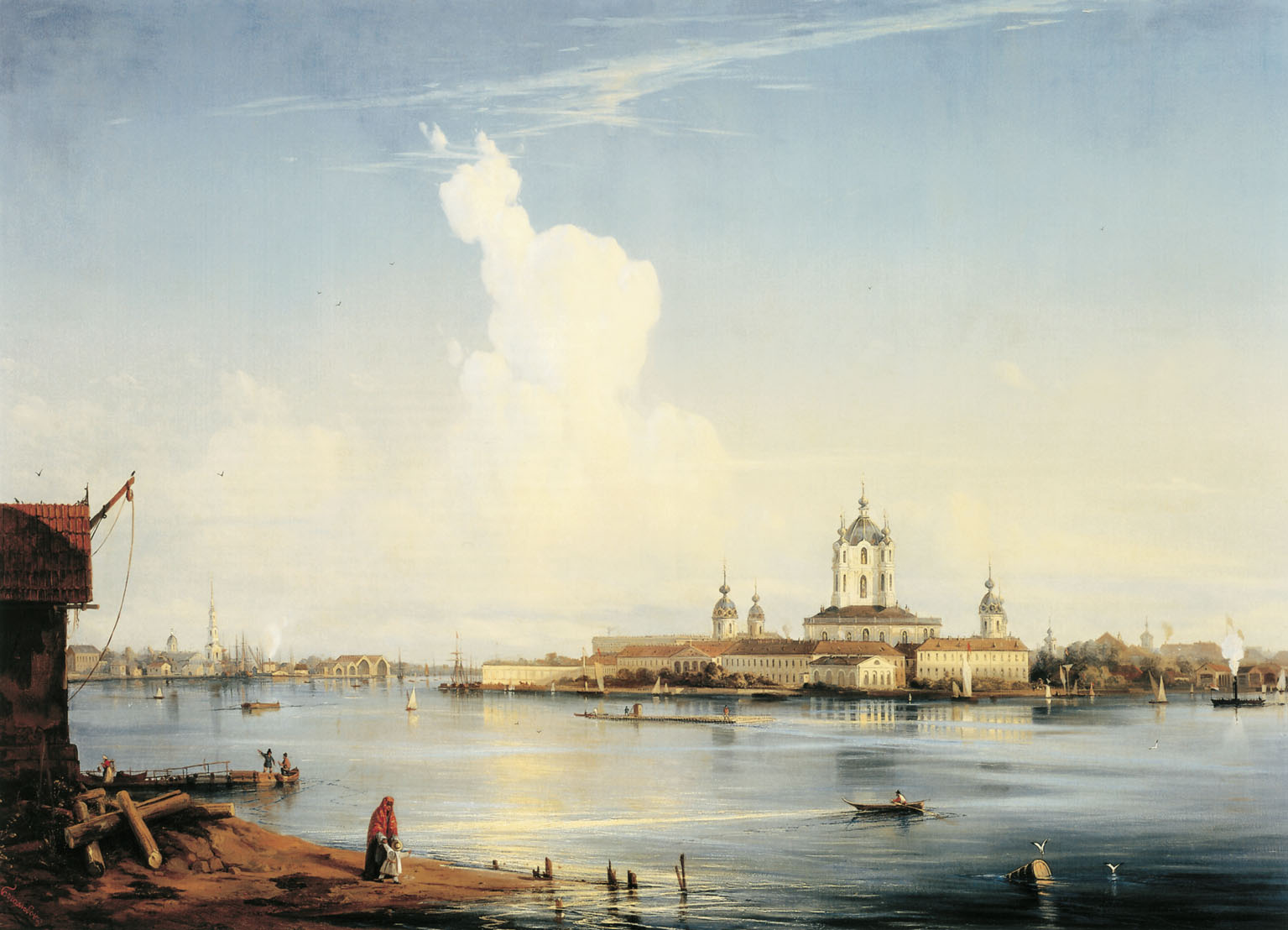
Smolny, 1852
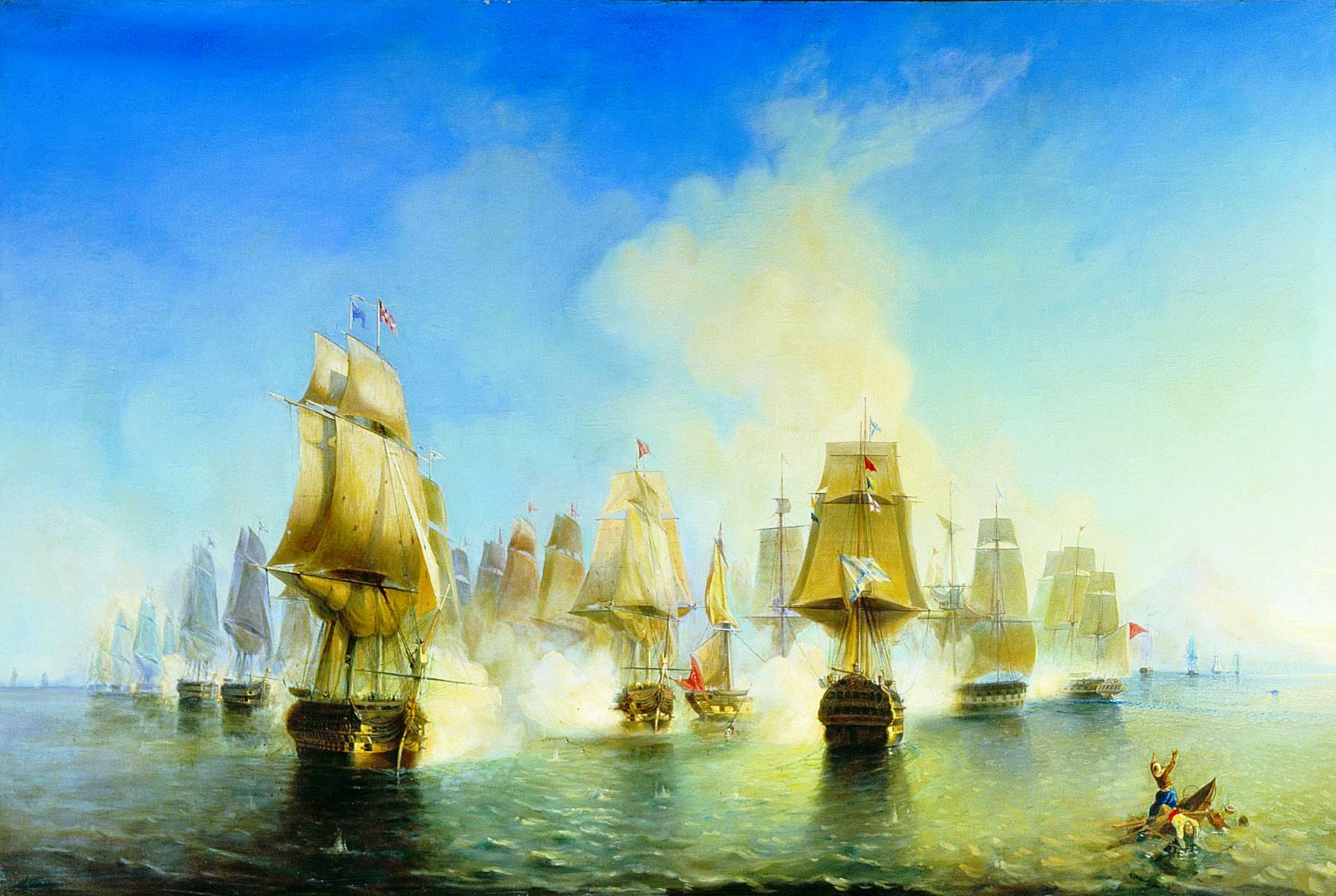
Slag bij Athos (1807), 1853
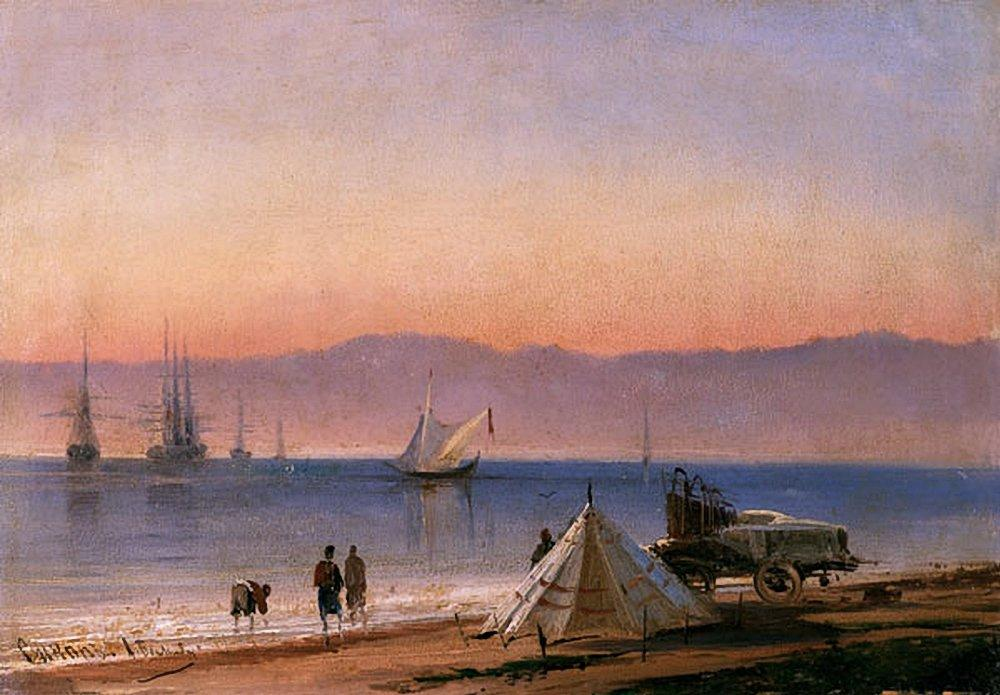
Zonsondergang, 1856
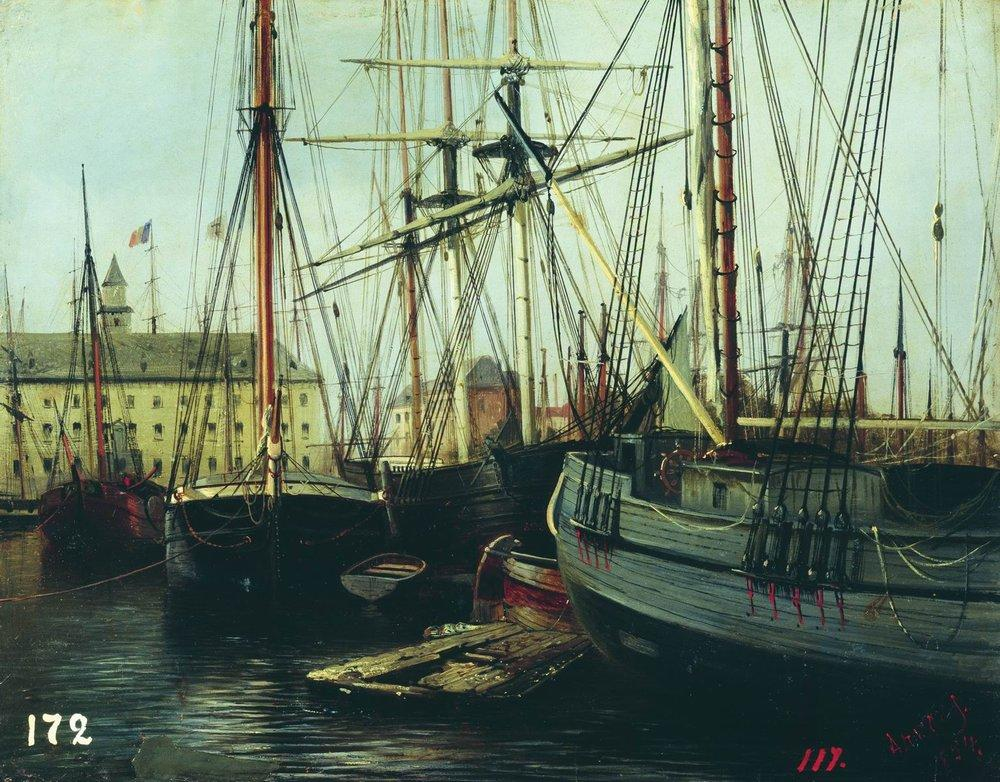
Haven van Antwerpen, 1854
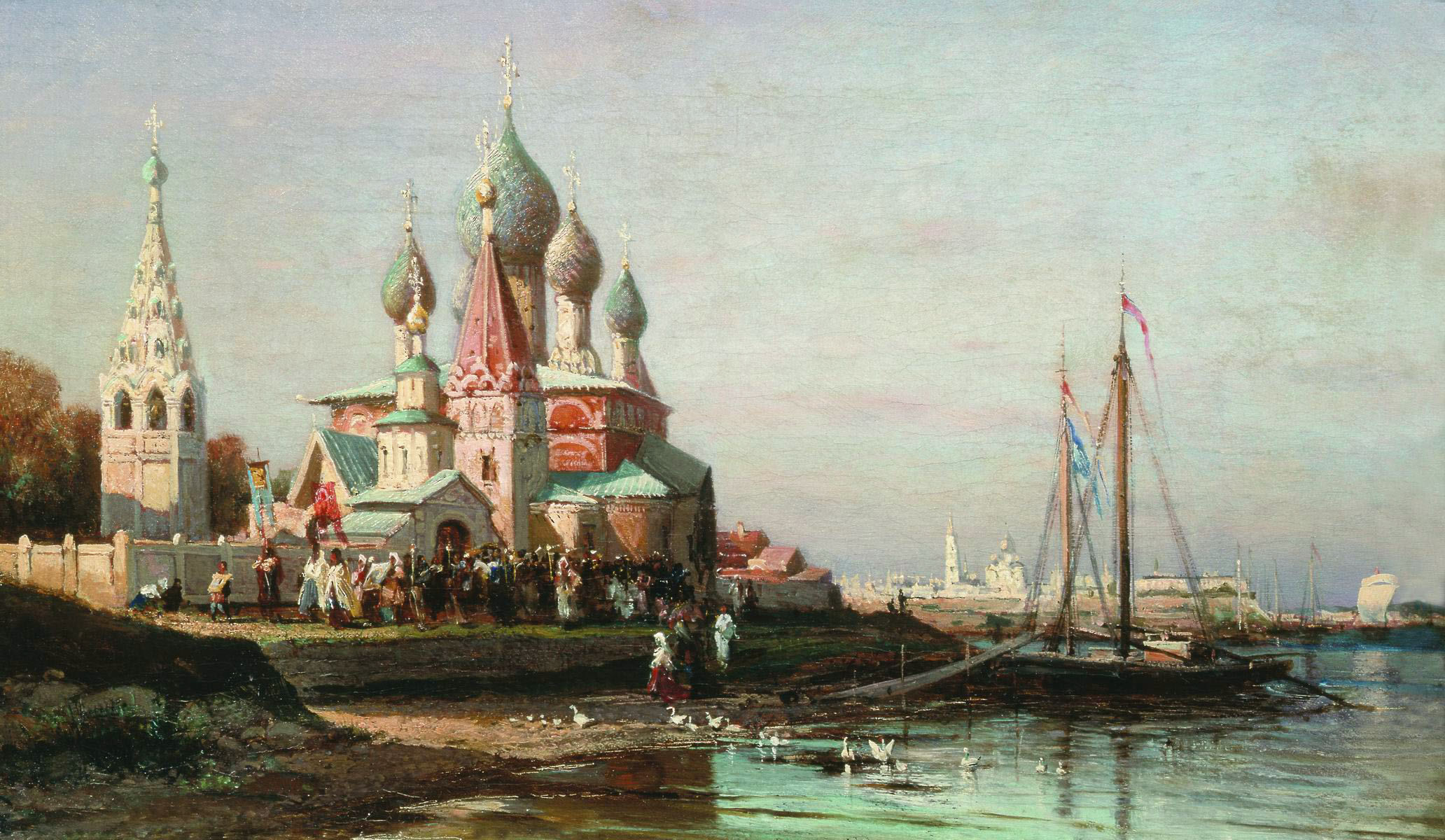
Paasprocessie in Jaroslav, 1863
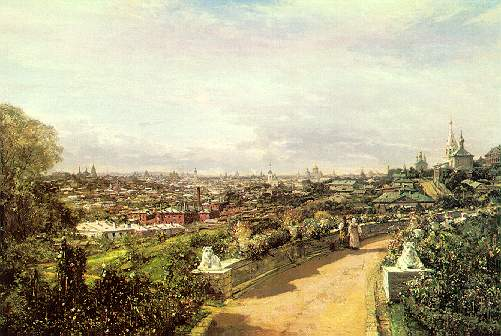
Zicht op Moskou, 1878
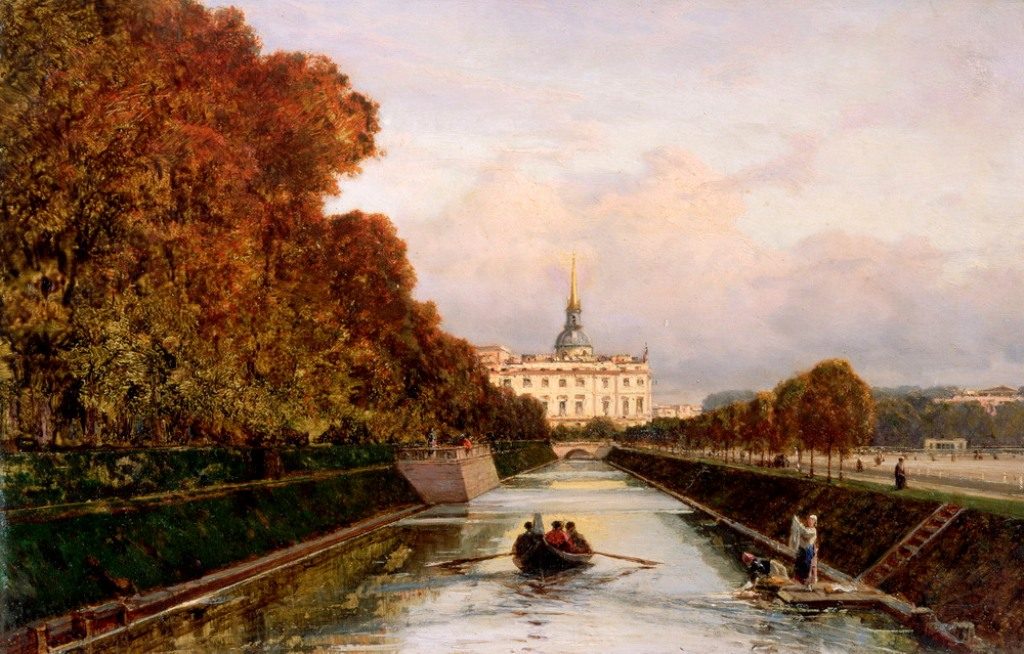
Michael-kasteel Sint Petersburg, ca. 1880
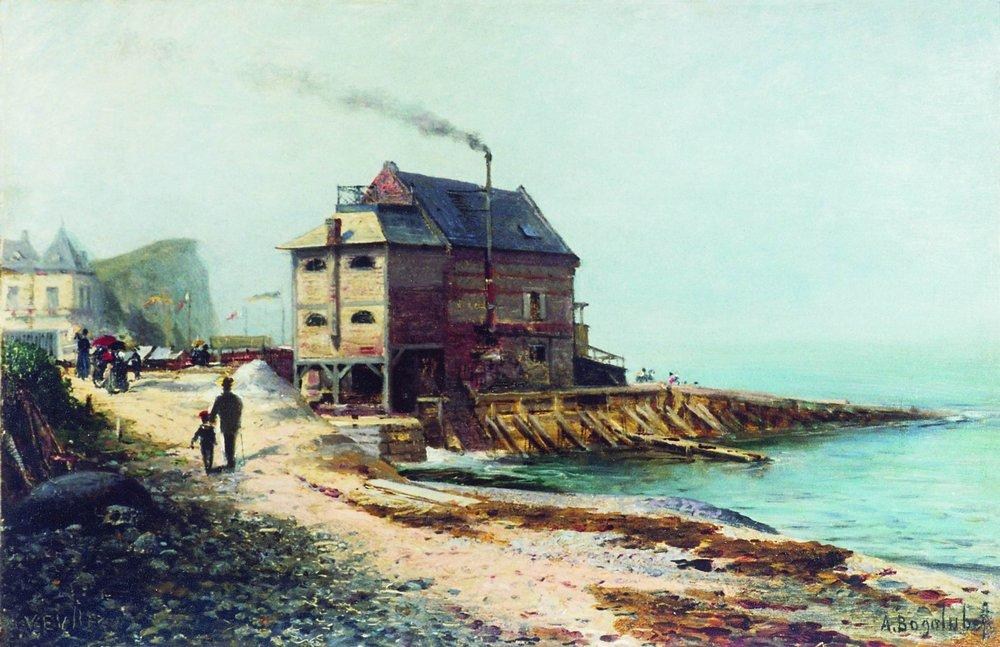
Zonder titel, 1880